# Neumannshof
Neumannshof ist ein bewohnter Gemeindeteil im Ortsteil Trebenow der amtsfreien Gemeinde Uckerland im Landkreis Uckermark in Brandenburg.

## Geographie
Der Ort liegt zwei Kilometer nordwestlich von Trebenow und acht Kilometer südöstlich von Strasburg (Uckermark). Die Nachbarorte sind Milow im Norden, Wilsickow und Nechlin Ausbau im Nordosten, Werbelow im Osten, Trebenow und Bandelow-Siedlung im Südosten, Karlstein im Süden, Schindelmühle im Südwesten, Lübbenow im Westen sowie Karlsburg im Nordwesten.

## Geschichte
Die erste schriftliche Erwähnung des Ortes stammt aus dem Jahr 1906. Auf der Seite 153 des Ortschaftsverzeichnisses jenes Jahres wurde er in der heutigen Schreibweise verzeichnet.